# 爱尼山乡
爱尼山乡，是中华人民共和国云南省楚雄彝族自治州双柏县下辖的一个乡镇级行政单位。

## 行政区划
爱尼山乡下辖以下地区：
海资底村、旧哨村、大箐村、力丫村、麻海村、六合村和把租村。